# 鈴木石橋
鈴木 石橋（すずき せっきょう、1754年（宝暦4年） - 1815年4月4日（文化12年2月25日））は、江戸時代後期の儒学者、篤志家。
下野国都賀郡鹿沼宿石橋町（現在の栃木県鹿沼市石橋町）出身。正名は之徳、号は澤民。通称は四郎兵衛。その居所から石橋先生と呼ばれた。豪農の出身。若年時に江戸の林家塾（後の昌平黌）に遊学し、帰郷後は自宅に私塾・麗澤之舎（りたくのや）を開き、蒲生君平らを育てた。貧民救済の活動を盛んに行い、貧民の妊産婦に衣服や金銭の施しを行って堕胎間引を予防したり、飢饉に備え私財を投じて米を備蓄した。天明の飢饉の際も活躍している。
晩年には、宇都宮藩主戸田忠翰に招聘されて藩儒となり、藩士の教育にもあたった。
主な著作に「周易象儀」「惻隠余情」「三孝子記」などがあるが出版を許さなかったという。著作と蔵書は鹿沼市指定文化財となっている。
大正13年（1924年）、正五位を追贈された。